# Libertine (chanson)
Pour les articles homonymes, voir Libertine.
Singles de Mylène Farmer
Plus grandir
(1985) Tristana
(1987)
Libertine est une chanson interprétée par Mylène Farmer, sortie le 25 mars 1986. 
Il s'agit du troisième extrait de son premier album studio, Cendres de lune, qui paraît la même année. 
Libertine est le premier grand succès de Mylène Farmer et reste l'un de ses titres les plus emblématiques.
Il doit notamment sa notoriété au clip de Laurent Boutonnat qui, par sa durée et sa réalisation, révolutionne littéralement le vidéo-clip en France et crée à sa sortie l'effet d'une bombe, apportant avec lui un large parfum de scandale (en plus des paroles à caractère érotique, la chanteuse y apparaît entièrement nue).

Mylène Farmer voit soudainement sa notoriété exploser et devient dès lors une figure incontournable de la chanson française. 
C'est également avec ce titre que Mylène Farmer apparaît rousse pour la première fois, une couleur de cheveux qui reste indissociable de son image.

## Contexte
Après avoir connu son premier succès en 1984 avec Maman a tort, Mylène Farmer sort On est tous des imbéciles en janvier 1985, qui est un échec.
Le contrat qui la liait avec la maison de disques RCA prend fin, tout comme sa collaboration avec Jérôme Dahan, auteur de ses deux premiers titres.
La chanteuse signe alors chez Polydor et travaille avec Laurent Boutonnat sur l'écriture de son premier album, Cendres de lune.
Parmi les chansons déjà écrites, se trouvent Plus grandir (premier titre dont Mylène Farmer écrit les paroles), Chloé et Libertine.

Alors que toute l'équipe sent le gros potentiel de Libertine, le président de Polydor, Alain Lévy, décide à la surprise générale de sortir Plus grandir en single en septembre 1985.
Malgré un vidéo-clip remarqué (un court métrage de près de 8 minutes), Plus grandir ne connaîtra qu'un succès d'estime. 
Libertine est alors choisi pour prendre la relève et accompagner la sortie de l'album Cendres de lune au printemps 1986.

## Paroles et musique

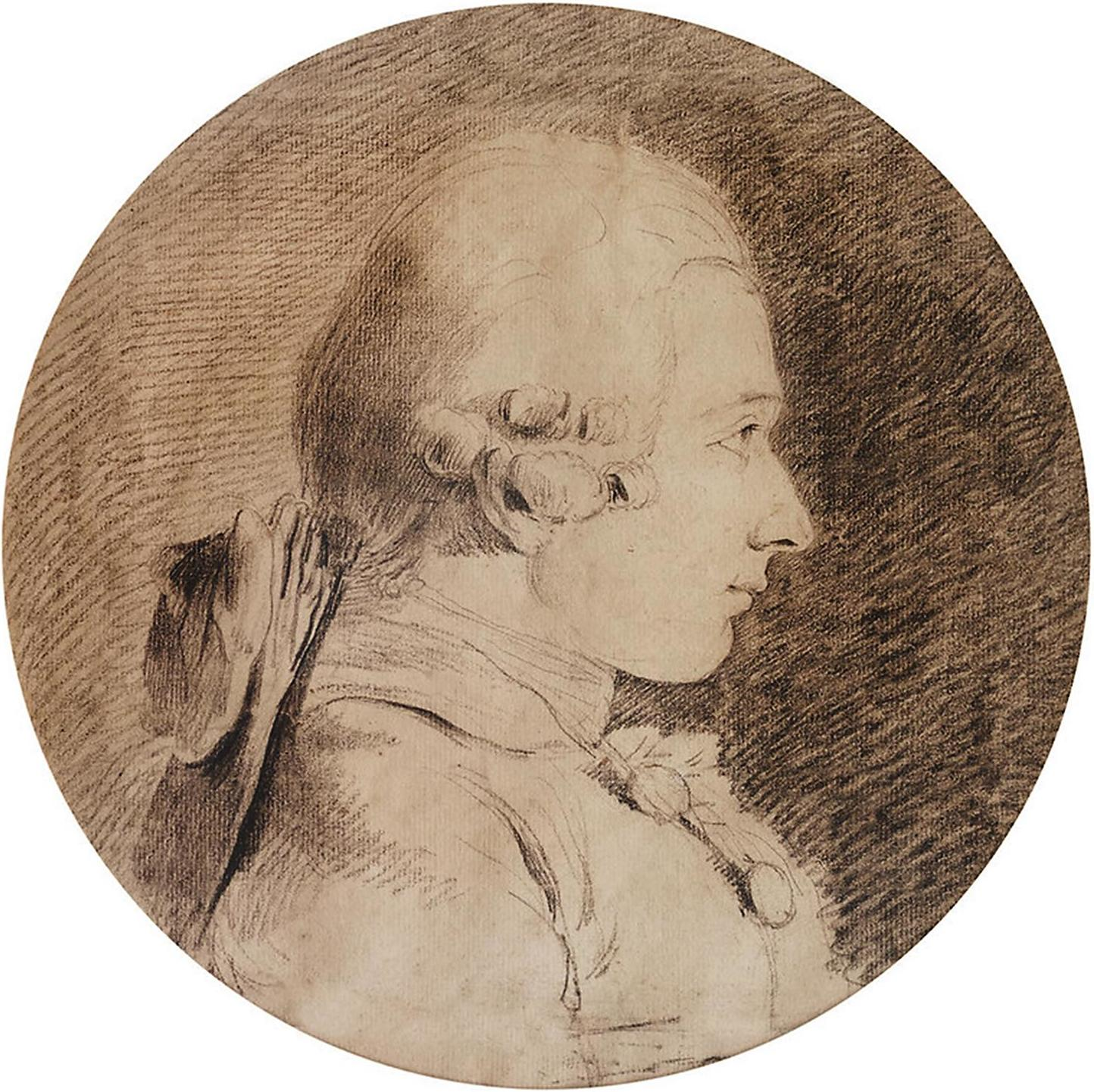
Le texte évoque Les Infortunes de la vertu du Marquis de Sade.

En 1984, Jean-Claude Dequéant compose une musique assez rock, sur laquelle Georges Sibold écrit un texte intitulé L'Amour tutti-frutti.
Mylène Farmer et Laurent Boutonnat, qui enregistrent leurs premiers titres dans le studio de Dequéant, découvrent la chanson et souhaitent l'adapter.
Sur cette mélodie, Boutonnat écrit Libertine, un texte empli de métaphores sexuelles (« Fendre la lune », « Quand de mes lèvres tu t'enlèves », « Aimer c'est pleurer quand on s'incline »...). Le thème est inspiré involontairement par Mylène Farmer qui, en faisant des tests de chant sur la version instrumentale, s'est mise à chanter en plaisantant « Je suis une pute ». Ils décident de garder cette idée et transforment le texte en lui donnant un côté plus XVIIIe siècle, transformant le « putain » en « catin ». Boutonnat adapte ensuite la musique afin de la rendre plus pop. 
Cette chanson, qui crée la polémique, est parfois considérée comme féministe, mettant en valeur la liberté sexuelle de la femme à une époque où celle-ci était souvent considérée comme un simple objet de désir masculin. 
Les paroles « Entre mes dunes, reposent mes infortunes, c'est nue que j'apprends la vertu » sont directement inspirées par le titre du roman Les Infortunes de la vertu du Marquis de Sade, un des auteurs préférés de la chanteuse.

## Sortie et accueil
Le 45 tours de Libertine sort le 25 mars 1986 (une semaine avant l'album Cendres de lune), avec une pochette montrant Mylène Farmer brune portant une veste orange. En face B, figure Greta, un titre en hommage à l'actrice Greta Garbo signé Laurent Boutonnat.

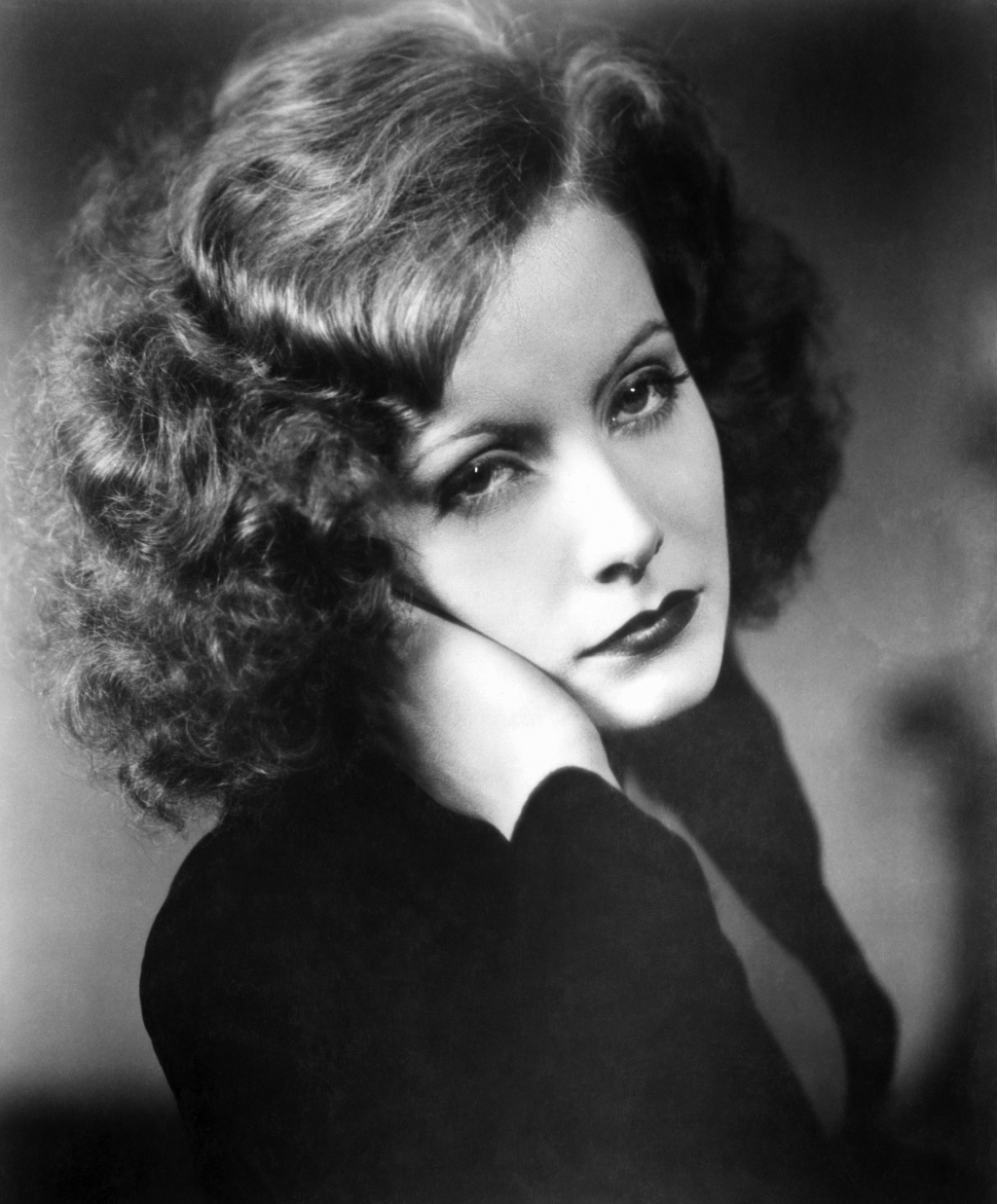
En face B du 45 tours de Libertine, figure Greta, une chanson en hommage à l'actrice Greta Garbo.

Mylène Farmer interprète Libertine pour la première fois à la télévision le 20 avril 1986 dans l'émission Pour le plaisir sur FR3 Alsace puis, la semaine suivante, dans C'est encore mieux l'après-midi sur TF1, où elle apparaît pour la première fois avec les cheveux roux. Les radios sont alors assez frileuses pour diffuser une chanson avec un texte aussi osé.
La diffusion du clip durant l'été (un court métrage de près de 11 minutes) fait l'effet d'une bombe dans le paysage musical français, tant pour sa qualité et son originalité que pour ses scènes érotiques.
Le 45 tours est réédité avec une nouvelle pochette présentant une photo du clip, sur laquelle Mylène Farmer est rousse.
Le clip et la chanson sont alors multi-diffusés, devenant même no 1 des diffusions radios, et apportent un large parfum de scandale : en plus des paroles à caractère érotique, la chanteuse apparaît entièrement nue dans le clip et choque par ses tenues lors de ses prestations télévisées.
Mylène Farmer voit soudainement sa notoriété exploser et entre pour la première fois au Top 50 : Libertine y restera classé durant vingt semaines.
Tout comme pour un film, la Bande Originale du clip sort en Maxi 45 tours, à la fin de l'année 1986.

Une version anglaise est également enregistrée, Bad Girl, mais celle-ci ne sera finalement jamais exploitée.

### Critiques
- « Avec ténacité, Mylène Farmer s'applique à faire une variété qui sorte des sentiers battus. » (Rock News)[10]
- « Cette Farmer-là ira loin. » (Nice-Matin)[11]
- « Parfaite dans son rôle d'ingénue perverse, elle nous trouble à nouveau avec Libertine. Superbe ! » (Foto Music)[12]
- « La divine Mylène Farmer continue de nous ensorceler avec Libertine, une comptine érotique et mutine. » (Best)[13]
- « Les textes sont bien écrits, les arrangements bien balancés, et Mylène confirme de grandes qualités d'interprète. » (La Voix du Nord)[14]
- « Une chanson très libérée digne de la série rose de FR3. » (Télé 7 jours)[15]
- « Un régal. » (France-Soir Magazine)[16]
- « Le minois mutin, Mylène Farmer a mis un malin soupçon de perversité dans les ritournelles du dernier été. » (Le Matin de Paris)[17]

## Vidéo-clip

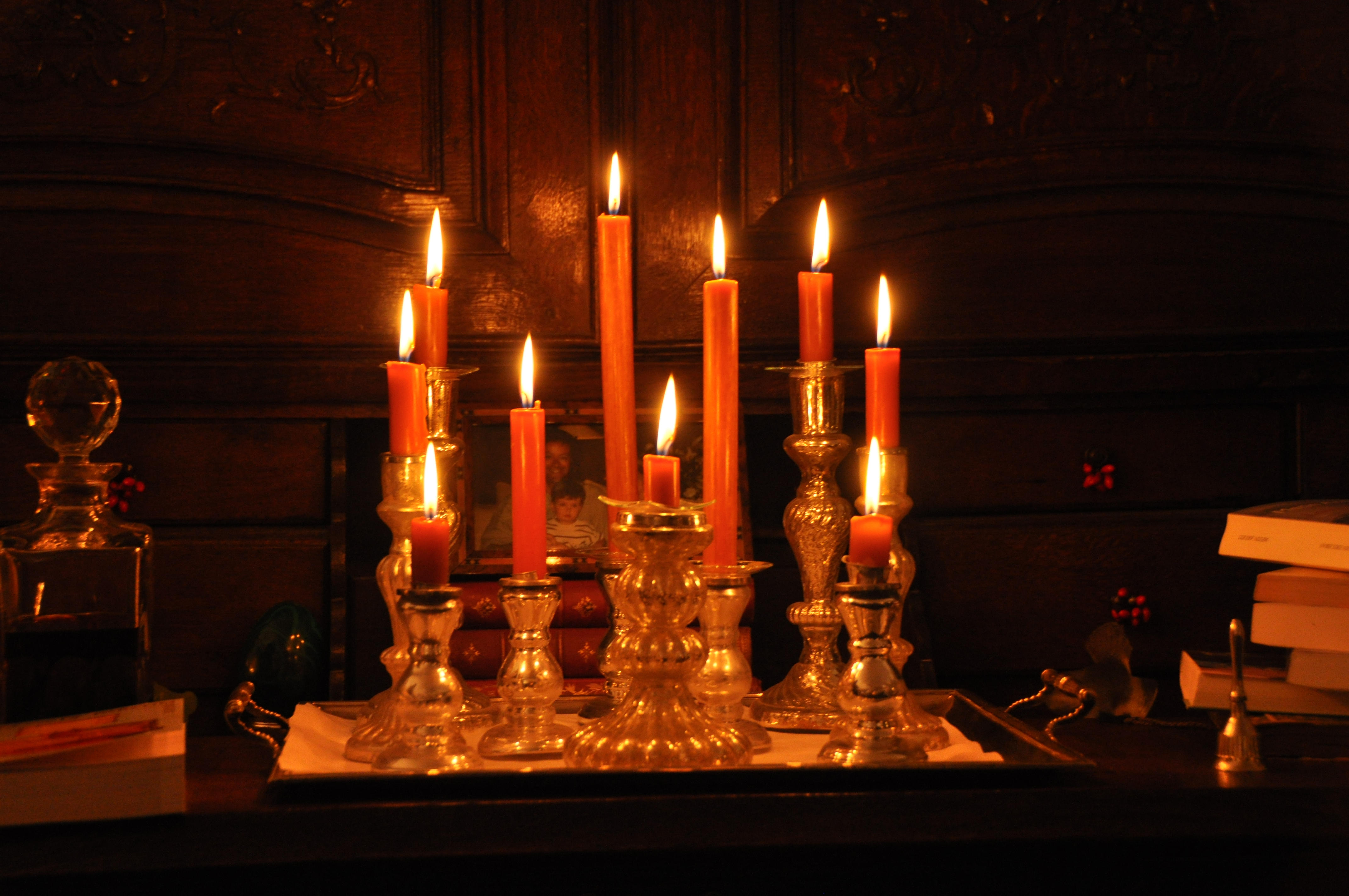
L'éclairage à la bougie rappelle le film Barry Lyndon de Stanley Kubrick.

Le libertinage évoquant le XVIIIe siècle, Mylène Farmer et Laurent Boutonnat décident de créer un court métrage historique pour le clip de Libertine, pour lequel la chanteuse se teint les cheveux en roux.
Réalisé par Laurent Boutonnat et tourné en cinemaScope pendant cinq jours au Château de Ferrières et au Château de Brou, le clip bénéficie d'un budget de 500 000 francs et dure près de 11 minutes. 

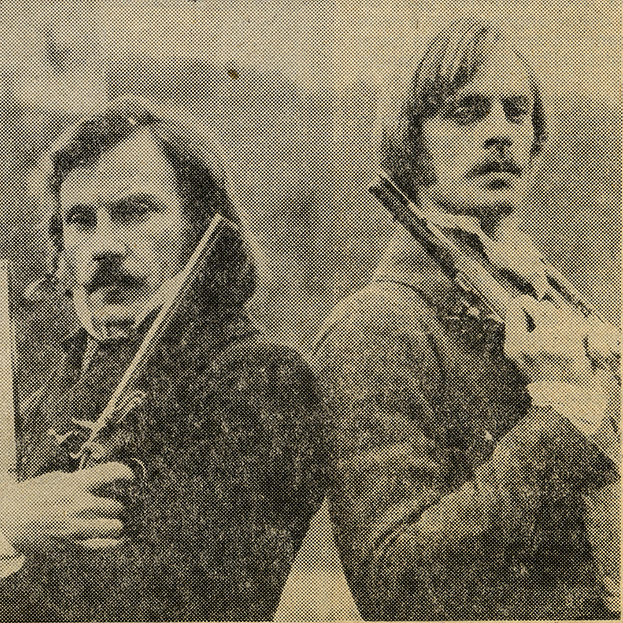
La première scène du clip s'inspire du film Les Duellistes de Ridley Scott.

Si la première scène du clip est inspirée par le film Les Duellistes de Ridley Scott, l'ambiance générale rappelle le film Barry Lyndon de Stanley Kubrick, notamment pour ses costumes et son éclairage à la bougie.
La vidéo, qui montre plusieurs scènes de nudité frontale, présente le personnage de Libertine comme un être androgyne : alors que toutes les femmes portent des robes et des grandes perruques, Libertine porte un pantalon, a les cheveux courts, se bat en duel, joue aux cartes avec les hommes... ce qui ne l'empêche pas de se baigner nue avec des femmes et d'être courtisée par des hommes.
Pour des raisons de budget, la plupart des figurants sont des employés de Polydor qui ont accepté de tourner bénévolement. 
L'homme tué au cours du duel est joué par Rambo Kowalsky (qui jouait le "violeur" dans le clip de Plus grandir). 
Sophie Tellier, qui interprète la Rivale, est à cette époque la chorégraphe de Mylène Farmer.
Le clip connaîtra une suite deux ans plus tard, avec la vidéo de la suite Pourvu qu'elles soient douces (Libertine II). 

### Synopsis
L'action se déroule au XVIIIe siècle en France. 

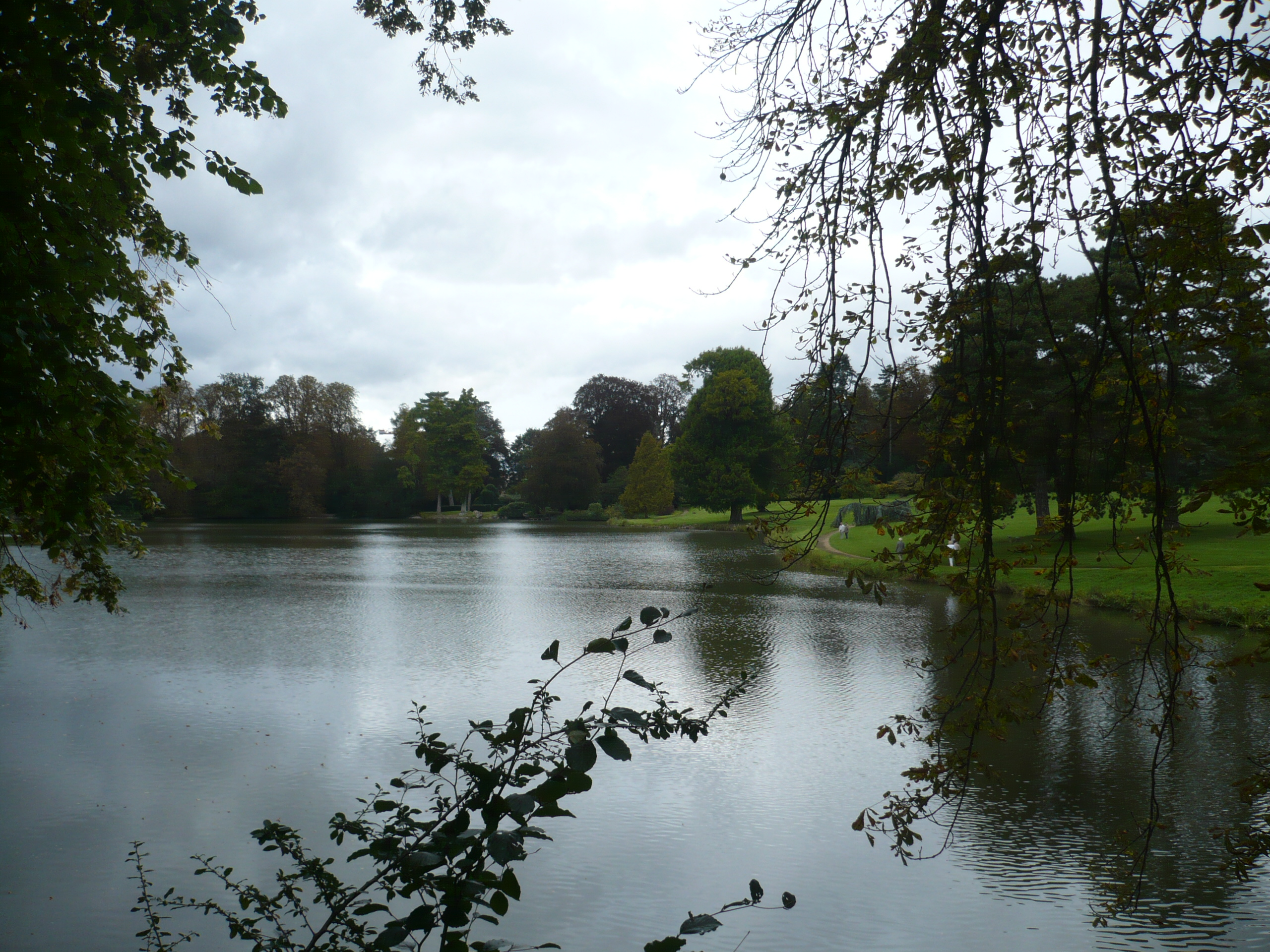
L'étang du Château de Ferrières est la première image du clip de Libertine.

Aux abords d'une forêt, un duel au pistolet a lieu entre un homme et une femme habillée en homme (Libertine). 
Celle-ci remporte le duel en tuant l'homme, provoquant le désespoir et la colère d'une femme brune, puis s'enfuit sur un cheval. 
Dans un château, Libertine s'amuse nue dans un bain avec deux femmes. Leur maquerelle vient les chercher, sonnant la fin de la récréation. Elles rejoignent alors un salon rempli d'hommes venus se livrer à divers plaisirs.
Alors qu'elle joue aux cartes avec eux, Libertine reçoit discrètement le message d'un homme qui l'observe de loin. 
Elle se lève, le sourire aux lèvres, et se dirige vers une chambre à l'étage, suivie par l'homme qui repousse au passage une autre courtisane (qui se trouve être la femme brune présente lors du duel). 
Seuls dans la chambre, l'homme et Libertine se déshabillent mutuellement et font l'amour.
Lorsque Libertine revient dans le salon, elle est aussitôt prise à partie par la femme brune. Une violente bagarre éclate entre les deux femmes, sous les yeux de la maquerelle qui empêche les clients d'intervenir.
Alors que la femme brune s'apprête à achever Libertine avec un tisonnier, l'amant s'interpose et s'enfuit avec elle.
Enragée, la femme brune monte une embuscade avec plusieurs hommes, et fait fusiller Libertine et son amant qui s'enfuyaient à cheval. 
Leurs corps s'écroulent sur le sol, et gisent ensanglantés.

### Sortie et accueil
Présenté en avant-première le 18 juin 1986 au cinéma Mercury sur les Champs-Élysées, le clip est diffusé pour la première fois à la télévision dans l'émission Azimut sur FR3 Lorraine.
Bénéficiant de la création de TV6, une chaîne consacrée à la musique, le clip de Libertine est multi-diffusé, créant l'effet d'une bombe dans le paysage musical français, tant pour sa qualité et son originalité que pour ses scènes érotiques.
Plusieurs émissions n'en diffusent toutefois qu'une version écourtée, coupant notamment les scènes de nudité.
L'impact du clip est tel qu'il permet à Mylène Farmer et Laurent Boutonnat d'être invités au journal télévisé d'Antenne 2 en septembre 1986.
Nommé en tant que « Meilleur clip de l'année » aux Victoires de la musique 1986, Libertine demeure une référence dans le monde du vidéo-clip. 
Il sera élu en 1999 « Meilleur clip du siècle » sur M6 Music.

#### Critiques
- « Le clip le plus achevé et le plus long dans l'histoire du clip (avec Thriller de Michael Jackson). » (France-Soir)[21]
- « Sans conteste le clip le plus fort de cette année. » (Télé Poche)[22]
- « Romantique et chic, érotique et choc (...) L'un des phares de la création artistique française. » (Girls)[9]
- « Un clip superbe : perruques poudrées, duel où elle joue les Chevalier d’Éon et scènes torrides éclairées à la bougie. » (Lui)[23]
- « Laurent Boutonnat a su conjuguer à merveille l'ambiance cape et d'épée et l'érotisme. » (Télé ciné vidéo)[24]
- « Un vrai petit bijou réalisé comme un mini-film. » (France-Soir Magazine)[16]
- « Espérons que ce petit chef d’œuvre d'art décadent et libertin sera projeté dans les salles obscures. » (G.I)[25]

## Promotion
Mylène Farmer interprète Libertine pour la première fois à la télévision le 20 avril 1986 dans l'émission Pour le plaisir sur FR3 Alsace puis, la semaine suivante, dans C'est encore mieux l'après-midi sur TF1, où elle apparaît pour la première fois avec les cheveux roux.
Elle chantera le titre une vingtaine de fois à la télévision en 1986, notamment dans les émissions très populaires Les Jeux de 20 heures, Cherchez la femme, Cocoricocoboy, Toutes folles de lui ou encore Embarquement immédiat.
Effectuant une chorégraphie très saccadée, elle est parfois vêtue d'un costume masculin du XVIIIe siècle, parfois d'une robe extrêmement échancrée, prolongeant ainsi l'imagerie historique et sulfureuse du clip.

## Classements hebdomadaires
Sorti en mars 1986, Libertine entre au Top 50 durant l'été, à la 43e place.
La chanson monte au fil des semaines jusqu'à atteindre la 10e place. Elle reste classée vingt semaines consécutives et s'écoule à plus de 300 000 exemplaires, permettant à la chanteuse de recevoir son premier disque d'argent. Elle se classe également no 1 des diffusions radios.
En février 2018, Libertine atteint la première place des ventes de singles en France grâce à la réédition du Maxi 45 tours par Universal.
| Classement (1986)  | Meilleure position |
| ------------------ | ------------------ |
| Europe (Ventes)    | 34                 |
| France (Ventes)    | 10                 |
| France (Radios AM) | 1                  |
| France (Radios FM) | 20                 |
| France (Clubs)     | 5                  |
| Québec             | 32                 |

| Classement (2018) | Meilleure position |
| ----------------- | ------------------ |
| France (Ventes)   | 1                  |

## Liste des supports
| A. | Libertine | Laurent Boutonnat | Jean-Claude Déquéant | 3:30 |
| B. | Greta     | Laurent Boutonnat | Laurent Boutonnat    | 4:45 |

| A.  | Libertine (version longue) | 4:30 |
| B1. | Libertine (Remix)          | 4:35 |
| B2. | Greta                      | 4:45 |

| A.  | Libertine (Remix spécial club) | 5:55 |
| B1. | Libertine (Remix)              | 4:35 |
| B2. | Greta                          | 4:45 |

| A1. | Duel                     | 2:20 |
| A2. | Libertine (Thème)        | 3:22 |
| A3. | Libertinages             | 1:35 |
| B1. | Marche funèbre           | 3:14 |
| B2. | Libertine (instrumental) | 3:33 |

## Crédits
- Paroles : Laurent Boutonnat
- Musique : Jean-Claude Dequéant
- Production, arrangements et réalisation : Laurent Boutonnat
- Prise de son et mixage : Jean-Claude Dequéant
- Studio : Le Matin Calme
- Claviers acoustiques et synthétiseurs : Laurent Boutonnat
- Guitares : Slim Pezin
- Saxophone : Alain Hatot
- Batterie : Gilles Chouard
- Chœurs : Estella et Samantha Radji[36]
- Éditions : Bertrand Le Page et Polygram Music[37]

## Interprétations en concert

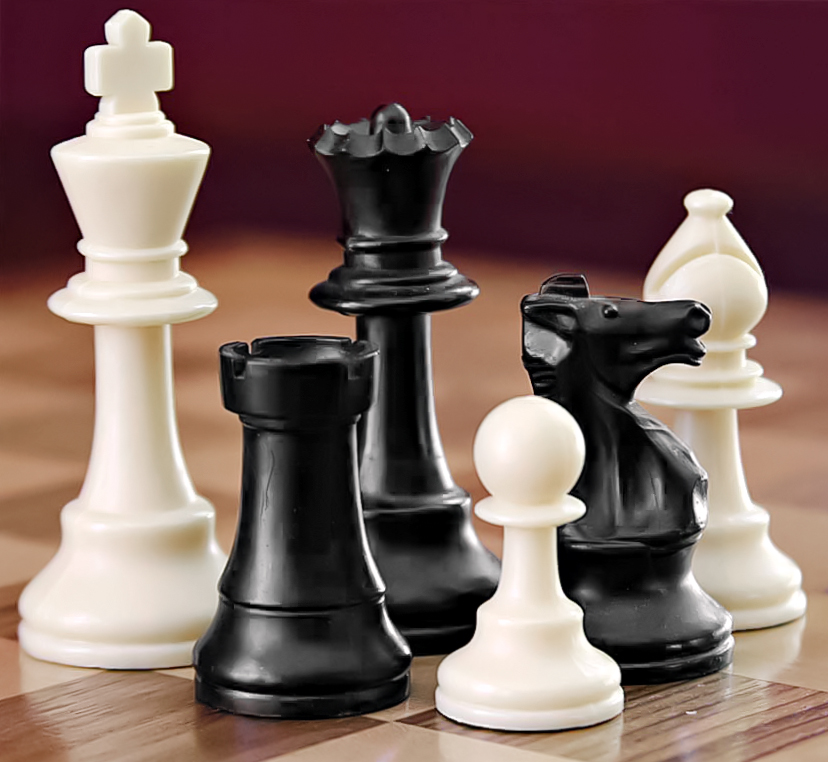
Pour son Tour 2009, Mylène Farmer met en scène un jeu d'échecs géant pour interpréter Libertine.

En juin 1986, Mylène Farmer interprète Libertine lors du Podium Europe 1, qui réunit plusieurs artistes pour des concerts gratuits dans toute la France.
La même année, elle chante également le titre au Stade Vélodrome de Marseille lors d'un gala organisé après un match de l'O.M.
Lors de la première tournée de Mylène Farmer en 1989, Libertine est interprété avec une mise en scène directement inspirée de son clip : outre les costumes d'époque et les chandeliers, la chanteuse reproduira même la scène du duel avec Sophie Tellier (la Rivale du clip).
Lors de sa deuxième tournée, en 1996, elle interprète le titre dans une version plus rock et ralentie, assise sur un trône et prenant des poses lascives.
Incluse dans un medley lors du Mylenium Tour, la chanson ne fait pas partie du spectacle Avant que l'ombre… À Bercy. 
C'est lors du Tour 2009 (incluant deux soirs au Stade de France) que le titre est de nouveau interprété en intégralité, dans une mise en scène présentant un jeu d'échecs géant dans lequel la Reine mange tous ses sujets les uns après les autres.
Absente du spectacle Timeless 2013 et de la résidence à Paris La Défense Arena en 2019, Libertine est de nouveau interprétée lors de la tournée des stades Nevermore 2023/2024. Vêtue d'une tenue rappelant le clip, Mylène Farmer survole la foule sur une nacelle.

## Albums et vidéos incluant le titre

### Albums de Mylène Farmer
| Année | Album           | Version                                                        | Durée          | Certifications de l'album  |
| 1986  | Cendres de lune | Version Album Remix Special Club Instrumental (réédition 2024) | 3:49 5:53 3:47 | 2 × Or                     |
| 1989  | En concert      | Live 1989                                                      | 12:00          | 2 × Or                     |
| 1992  | Dance Remixes   | Carnal Sins Remix                                              | 7:00           | 2 × Or                     |
| 1997  | Live à Bercy    | Live 1996                                                      | 5:40           | 3 × Platine · Or · Or      |
| 2000  | Mylénium Tour   | Medley 1999                                                    | 6:48           | 2 × Platine · Or           |
| 2001  | Les mots        | Nouveau Mix                                                    | 3:30           | Diamant · 2 × Platine · Or |
| 2003  | RemixeS         | Y-Front Remix                                                  | 4:02           | Or                         |
| 2009  | No 5 on Tour    | Live 2009                                                      | 5:35           | 2 × Platine · Or           |
| 2020  | Histoires de    | Live 2009                                                      | 5:35           | Platine                    |
| 2021  | Plus grandir    | Version Single Vidéo-clip                                      | 3:30 10:53     | Platine                    |
| 2024  | Remix XL        | Nit Remix                                                      | 5:15           |                            |
| 2024  | Nevermore       | Live 2023                                                      | 4:45           | Platine                    |
| 2025  | 86-97           | Version Album                                                  | 3:48           |                            |

### Vidéos de Mylène Farmer
| Année | Vidéo           | Version     | Durée | Certifications de la vidéo            |
| 1987  | Les clips       | Vidéo-clip  | 10:50 | Platine                               |
| 1990  | En concert      | Live 1989   | 11:18 | 2 × Platine (VHS) · 2 × Platine (DVD) |
| 1997  | Music Videos    | Vidéo-clip  | 10:53 | 3 × Platine (VHS) · Diamant (DVD)     |
| 1997  | Live à Bercy    | Live 1996   | 5:40  | Diamant (VHS) · Diamant (DVD)         |
| 2000  | Mylénium Tour   | Medley 1999 | 6:45  | Diamant (VHS) · Diamant (DVD) · Or    |
| 2010  | Stade de France | Live 2009   | 5:33  | Diamant · Or                          |
| 2024  | Nevermore       | Live 2023   | 4:44  | Diamant                               |

### Compilations multi-artistes
| Année | Compilation            | Version                     | Durée | Certifications de l'album |
| 1986  | Polystar 2             | Version Single              | 3:30  | Or                        |
| 1986  | Hit-parade 86          | Version Album               | 3:48  | -                         |
| 1986  | Les Oscars de l'année  | Version Single              | 3:30  | -                         |
| 1986  | Clip! Les tubes vol. 1 | Vidéo-clip                  | 10:53 | -                         |
| 1987  | Les Top NRJ            | Version Single              | 3:30  | Or                        |
| 1987  | Le disque des filles   | Version Single              | 3:30  | -                         |
| 1987  | La vidéo des filles    | Vidéo-clip (version courte) | ?     | -                         |
| 1987  | NRJ Le Coffret         | Version Single              | 3:30  | -                         |

## Reprises
Plusieurs artistes ont repris Libertine, dans des versions très différentes. Parmi eux :
- 1994 : Ludwig von 88 sur l’album 17 plombs pour péter les tubes[86].
- 1996 : Edwige Chandelier sur la compilation Les plus belles chansons françaises de 1986, proposée par les Éditions Atlas[87].
- 2000 : Les Enfoirés sur l'album Enfoirés en 2000[88].
- 2002 : la chanteuse belge Kate Ryan sur l'album Different[89].
- 2004 : Arielle Dombasle pour l’émission télévisée Les fans et les chansons d’abord[90].
- 2007 : Les Suprêmes Dindes sur l'album Femmes Divines[91].
- 2009 : La Pompe moderne sur l'album Greatest Hits[92].
- 2011 : Maryvette Lair pour l'émission X-Factor[93].
- 2013 : Karine Le Marchand pour l'émission Un air de star[94].
- 2023 : Redcar, puis Malik Djoudi, lors de l'Hyper Weekend Festival à la Maison de la Radio et de la Musique[95].

### Reprise de Kate Ryan
Singles de Kate Ryan
Mon cœur résiste encore
(2002) Only if I
(2003)
La reprise la plus célèbre reste celle de la chanteuse belge Kate Ryan : après avoir connu un grand succès européen avec sa reprise de Désenchantée en 2002, elle reprend Libertine la même année, qui connaît à son tour le succès en Europe. 
| Classements de Kate Ryan (2002-2003)    | Meilleure position |
| --------------------------------------- | ------------------ |
| Allemagne (Media Control AG)            | 7                  |
| Autriche (Ö3 Austria Top 40)            | 7                  |
| Belgique (Flandre Ultratop 50 Singles)  | 7                  |
| Belgique (Wallonie Ultratop 50 Singles) | 34                 |
| Danemark (Tracklisten)                  | 15                 |
| Espagne (PROMUSICAE)                    | 19                 |
| Finlande (Suomen virallinen lista)      | 20                 |
| France (SNEP)                           | 48                 |
| Hongrie (Mahasz)                        | 5                  |
| Norvège (VG-lista)                      | 15                 |
| Pologne (Polish Airplay Chart)          | 3                  |
| Suède (Sverigetopplistan)               | 16                 |
| Suisse (Schweizer Hitparade)            | 26                 |